# Podzámčok
Podzámčok (in ungherese Dobróváralja) è un comune della Slovacchia facente parte del distretto di Zvolen, nella regione di Banská Bystrica.